# الكرسي البطريركي الاسكندري للروم الكاثوليك
الكرسي البطريركي الاسكندري للروم الكاثوليك (مصر والسودان وجنوب السودان) هو كنيسة الروم الملكيين الكاثوليك في دول شمال إفريقيا في مصر والسودان وجنوب السودان. يرأسها حاليًا المطران جان ماري شامي النائب البطريركي على أبرشية مصر والسودان وجنوب السودان واسقف معاون لأنطاكيا.

## الكرسي البطريركي الاسكندري
هي منطقة تابعة للبطريرك، تمهيدا لامكان ان تستقل كأبرشية، لذا فهي تخضع لبطريرك أنطاكية للملكيين الكاثوليك (يوسف الأول عبسي) بصفته بطريرك الإسكندرية الملكيين الكاثوليك.
يوسف الأول عبسي، بصفته البطريرك الفخري لمدينة الإسكندرية، عين مطران للإسكندرية نائبا بطريركيا للعمل نيابة عنه. يحمل النائب البطريركي حاليًا لقب مطران الروم الكاثوليك بمصر والسودان وجنوب السودان، وهو رئيس أساقفة فخري، وأسقف مساعد للروم الكاثوليك.

## احصائيات
هي تخدم الروم الكاثوليك في مصر والسودان وجنوب السودان. عدد المؤمنين، الذين بلغوا عام 1940 حوالي 35000 شخص، تضاءل كثيرًا. وفقًا لعام 2014، الكرسي البطريركي الاسكندري يرعي 6200 مؤمن من الروم الكاثوليك في 14 كنيسة و 18 كاهنًا (أبرشية) و2 شمامسة و 15 راهبة راهبات.
الكنائس
تتوزع كنائس الروم الكاثوليك في القاهرة والإسكندرية
القاهرة
- كاتدرائية القيامة للروم الكاثوليك بحي الظاهر[7]
- كنيسة القديس كيرلس للروم الملكيين الكاثوليك بالقاهرة
- كنيسة القديس جاورجيوس الرضوانية
- كنيسة سيدة البشارة - شبرا
- كنيسة مريم سيدة السلام - جاردن سيتي
- القديس كيرلس    مصر الجديدة
- العذراء الطاهرة     مصر الجديدة
- القديس يوسف    الزيتون
- مار إلياس (المدافن) مدافن الروم الكاثوليك    مصر القديمة

الأسكندرية
- كاتدرائية سيدة النياح بالأسكندرية
- العذراء الطاهرة    الابراهيمية
- القديس يوسف    الرمل
- القديس بطرس    دبانه
- سيدة البشارة     طنطا
- كاتدرائية سيدة النياح    المنصورة

## تاريخ الروم الكاثوليك في مصر
في عام 1772، أضيف لقب مدبر الإسكندرية للروم الملكيين في مصر الي بطريرك أنطاكية وسائر المشرق للروم الملكيين الكاثوليك.
في عام 1838، تغير لقب بطريرك أنطاكية وسائر المشرق للروم الملكيين الكاثوليك الي بطريرك أنطاكية وسائر المشرق والإسكندرية والقدس (كونه بطريركًا فخريًا لكلا الأخيرين).
في عام 1835 سميت الكنيسة الملكية في مصر والسودان بالنيابة البطريركية لمصر والسودان.
في عام 1992، أصبحت البطريركية في مصر والسودان.
في عام 1997، أصبحت الإقليم البطريركي التابع لمصر والسودان.
في عام 2012، بعد استقلال جنوب السودان، تم تغيير اسمها إلى الكرسي البطريركي الاسكندري للروم الكاثوليك. 

### نواب بطريركيين في مصر والسودان وجنوب السودان
- توماس كويمجي (1835 - 1836).[8]
- باسل كفوري (1837 - توفي في 5 أبريل 1859)
- أوغسطين فتال، (1859-1864)
- أمبرواز باسيلي عبده (1864-15 نوفمبر 1866)
- جونيتيس ماساميري (1866-1870)
- أوغسطين فتال، (1870-1876) (للمرة الثانية)
- توماس مظلوم (1876-1879)
- أثناسيوس ناصر (1879-24 أكتوبر 1902 توفي)
- بيير ماكاريو سابا (29 نوفمبر 1903-25 يونيو 1919)
- إتيان سوكاري (25 أبريل 1920-25 نوفمبر 1921 توفي)
- أنتوني فاراج (استقال من 1 يناير 1922 حتى 1928)
- ديونيسيوس كفوري (1932-1954 استقال)
- إلياس الزغبي (2 سبتمبر 1954-9 سبتمبر 1968)
- بولس أنطاكي (9 سبتمبر 1968-22 يونيو 2001 استقال)
- جوزيف جول زيري (22 يونيو 2001-4 يونيو 2008)
- جورج بكر (من 4 يونيو 2008 - 2022).[9]
- جان ماري شامي (2022 حتي الآن)[10]

## وصلات خارجية
- موقع بطريركية الروم الملكيين الكاثوليك في أنطاكية